# József Pintér
József Pintér (* 9. November 1953 in Budapest) ist ein ungarischer Schachspieler. Er ist Großmeister, Schachtrainer und Schachpublizist.

## Schachkarriere

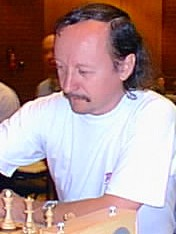
József Pintér 1998

Pintér wurde 1976 Internationaler Meister, 1982 Großmeister. In den 1970er und 1980er Jahren gehörte er zu den besten ungarischen Schachspielern und war in Reichweite der Weltelite. Pintér spielte dreimal im Interzonenturnier: 1982 in Las Palmas war er Achter, 1985 in Taxco de Alarcón Zehnter und 1987 in Zagreb Elfter. In seiner Karriere har er eine Reihe sehr guter Platzierungen bei internationalen Turnieren erkämpft: Er siegte 1979, 1982 (geteilt mit Viktor Kortschnoi) und 1983 in Rom (Banco di Roma), 1985 in Prag (Zonenturnier), Kopenhagen (Einladungsturnier, mit 1,5 Punkten Vorsprung auf Bent Larsen und weitere starke Spieler, Wassili Smyslow wurde Fünfter), sowie – zusammen mit Tukmakow – beim Großmeister-Turnier in Szirák. 1987 gewann Pinter in Warschau (Zonenturnier) und 1991 in Be’er Scheva.
In den Jahren 1978 und 1979 gewann Pintér die ungarische Landesmeisterschaft. Sein Sieg mit Schwarz gegen Lajos Portisch in der ungarischen Meisterschaft 1984 wurde vom 37. Schachinformator zur besten Partie des Halbjahres gewählt.
Er gewann das Großmeisterturnier in Recklinghausen 1998. Auch in Dortmund war er erfolgreich. Im Jahr 2000 gewann er das OPEN A bei den Dortmunder Schachtagen.

### Nationalmannschaft

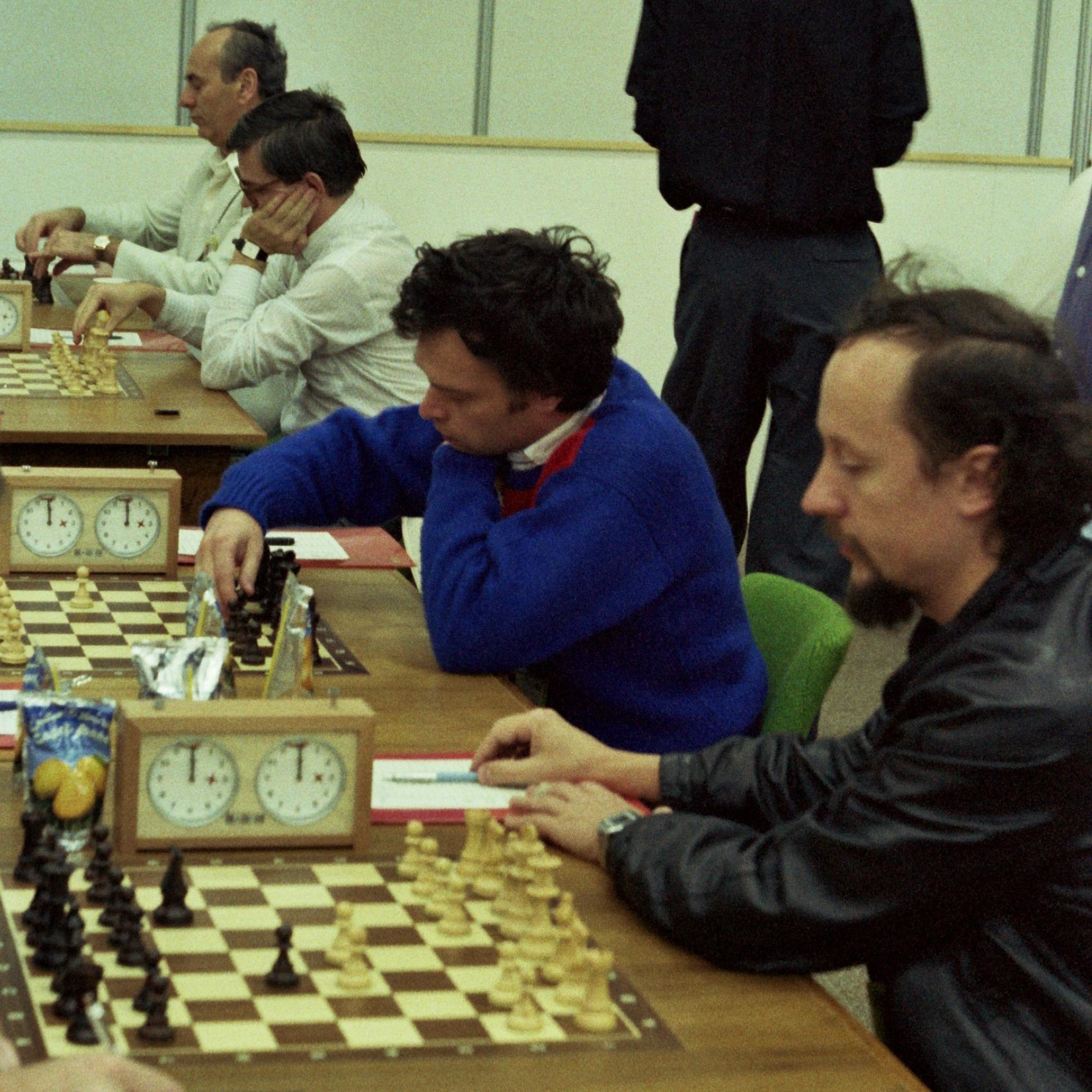
Lajos Portisch, Zoltán Ribli, Gyula Sax und József Pintér auf der Schacholympiade 1986 in Dubai

Pintér nahm mit der ungarischen Nationalmannschaft an den Schacholympiaden 1980, 1982, 1984, 1986, 1988, 1992, 1996 und 1998 teil. Er erreichte 1980 mit der Mannschaft den zweiten Platz und gewann 1984 die Einzelwertung am ersten Reservebrett.
Bei der Mannschaftsweltmeisterschaft 1985 wurde er mit Ungarn Zweiter und erreichte das beste Einzelergebnis am vierten Brett.
Außerdem nahm er an den Mannschaftseuropameisterschaften 1980, 1983, 1988, 1992 (mit der zweiten ungarischen Mannschaft), 1997 und 1999 teil, er erreichte mit der Mannschaft 1980 und 1999 den zweiten, 1983 den dritten Platz.

### Vereine
In den 1970er und der ersten Hälfte der 1980er Jahre spielte Pintér für Spartacus Budapest, mit denen er 1982 den European Club Cup gewann. Danach spielte er bis 1999 für die Mannschaft von Honvéd Budapest, mit der er achtmal am European Club Cup teilnahm und dabei 1988 und 1995 jeweils den zweiten Platz erreichte. In der Saison 1999/2000 spielte er für den Nagykanizsa TSK, von 2000 bis 2002 für PMSE Antenna Hung, von 2002 bis 2004 erneut für Honvéd Budapest, von 2004 bis 2007 für Postás MATÁV Sport Egyesület, in der Saison 2007/08 für den MTK Budapest. Von 2008 bis 2016 spielte er für die Mannschaft von Aquaprofit NTSK (ehemals Nagykanizsa TSK) und wurde mit dieser 2009, 2010, 2011, 2012, 2013, 2014, 2015 und 2016 ungarischer Mannschaftsmeister. In der Saison 2017/18 trat er für den Hűvösvölgyi Sakkiskola Sport Club an, in der Saison 2018/19 für DVTK Sport Korlátolt Felelősségű Társaság.
In der österreichischen 1. Bundesliga (bis 2003 Staatsliga A) spielte Pintér von 1996 bis 2006 und von 2009 bis 2013 für den SK Sparkasse Fürstenfeld, mit dem er 2004 am European Club Cup teilnahm. In der Schweizer Nationalliga A spielte er in der Saison 2004 für Rössli Reinach, in den Saisons 2012 und 2014 für Club d'échecs de Neuchâtel. In Frankreich spielte er bis 2007 für Bischwiller, in der belgischen Interclubs in den Saisons 2005/06 und 2011/12 für den Koninklijke Brugse Schaakkring, in der Saison 2007/08 für den Meister Vliegend Peerd Bredene.
Am European Club Cup hat Pintér auch schon mit UGA Barcelona (mit dem er auch 1993 die spanische Mannschaftsmeisterschaft gewann), KSH Minatori Mitrovicë und KSH Istogu Istog teilgenommen.

## Trainer
Seit 2005 ist Pintér Trainer der ungarischen Nationalmannschaft. Er ist Cheftrainer in der Géza Maróczy-Schachschule des ungarischen Schachverbands.

## Bücher
- A sakktaktika titkai I., II., III., IV., Geheimnisse der Schachtaktik I. - IV., (mit István Pongó), 2002
- 300 fejtörő, 300 Rätsel, 2006
- 1000 PAWN ENDINGS / 1000 BAUERNENDSPIELE / 1000 FINALES DE PIONS / 1000 GYALOGVÉGJÁTÉK, 2006
- 1000 ROOK ENDINGS / 1000 TURMENDSPIELE / 1000 FINALES DE TOURS / 1000 BÁSTYAVÉGJÁTÉK, 2007